# Дринова (Тимиш)
Дринова (рум. Drinova) насеље је у Румунији у округу Тимиш у општини Барна. Oпштина се налази на надморској висини од 201 m.

## Прошлост
По "Румунској енциклопедији" место се помиње 1514. године као власништво Георга Браденбурга. Године 1717. ту је пописано 20 кућа.
Аустријски царски ревизор Ерлер је 1774. године констатовао да место припада Сарачком округу, Лугожког дистрикта. Становништво је било претежно влашко. Године 1797. православни парох у Дринови је био поп Мартин Петровић (рукоп. 1792) који је говорио само румунским језиком.

## Становништво
Према подацима из 2002. године у насељу је живело 217 становника, од којих су сви румунске националности.